# 여인의 사랑과 생애
《여인의 사랑과 생애》(Frauenliebe und -leben)는 아델베르트 폰 샤미소가 1830년에 지은 연시 아홉 편이다. 한 남편을 향하는 한 아내의 사랑을 그리며, 첫만남, 결혼, 출산, 사별을 다룬다. 카를 뢰베, 프란츠 파울 라흐너(de), 로베르트 슈만 등 여러 작곡가들이 연가곡(Liederzyklus/Liederkreis, de)으로 만들었고, 그 중 슈만의 이 작곡 op.42 가 특히 유명하다.

## 슈만의 작곡
슈만은 이 op.42를 1840년에 작곡했다. 1840년은 슈만이 100 여 편의 가곡을 완성한 1년이었는데 연가곡(de)들인 《op.39(de)》뿐 아니라 《시인의 사랑(de)》역시 이 해에 작곡되어, 슈만은 1840년을 자신의 "가곡의 해(Liederjahr)"라 불렀다 한다. 슈만은 샤미소의 이 아홉 편의 시 중에서 여덟 편을 가곡으로 남겼다.
1. "Seit ich ihn gesehen - 그 남자를 본 후로" (첫눈에 반함) -- Larghetto, B 장조
2. "Er, der Herrlichste von allen - 그, 가장 고귀한 남자" -- 마음깊이 활발하게,  E-flat 장조
3. "Ich kann's nicht fassen, nicht glauben - 나는 이해할 수, 믿을 수 없네" -- 정열적으로, C 단조
4. "Du Ring an meinem Finger - 너 내 손가락의 반지야" (약혼식) -- 마음깊게, E-flat 장조
5. "Helft mir, ihr Schwestern - 자매들아 도와줘" (결혼식) -- 아주 빨리, B 장조
6. "Süßer Freund, du blickest mich verwundert an - 달콤한 남자, 놀라며 나를 보네" (임신 사실의 고백) --느리게, 내면 감정을 넣어, G 장조
7. "An meinem Herzen, an meiner Brust" - 내 마음에, 내 가슴에" (아기의 탄생) -- 즐겁게, 마음깊게, D 장조
8. "Nun hast du mir den ersten Schmerz getan - 이제 너는 내게 처음으로 고통을 주는구나" (남편의 죽음) -- Adagio, D 단조
9. ["Traum der eignen Tage - 내 (지나간) 날들을 꿈꾼다"] 슈만, 작품화하지 않음

슈만의 이 op. 42에서 피아노는 음성의 반주로 남는 것이 아니고 완전히 독립적으로 역할한다. 슈베르트의 이상을 넘어서서 슈만의 피아노는 이 곡의 전체적인 분위기를 꾸준하게 담고 있다. 또 이 연가곡의 특징은 순환적인 구조로, 마지막 곡이 첫 곡의 주제를 반복한다.

## 연시 원문에 대한 평가
이 연시는 남편을 향한 아내의 몰입적인 사랑을 아홉 편 모두의 원문(텍스트)들에 걸쳐 묘사한다는 평가를 받는다.  19세기에는 어느 여성이건 직업 활동으로 자신의 소득을 창출하면 이웃의 이목이 집중됐으므로, 이 여성은 직업적인 자기실현은 애초부터 염두에 없다. 샤미소의 원문을 보면  그녀의 결혼생활 진입과 함께 그녀의 여자친구들과의 접촉은 일상 뿐 아니라 언급으로부터도 사라진다. 그녀의 다른 남성들, 심지어 그녀의 부모도 예외가 아니다. 사별 뒤의 그녀의 삶에는 작시자가 신경을 끄는 듯 하다. 그녀의 남편의 현존이 사라지는 즉시 그녀의 삶은 끝이다.  
슈만이 샤미소(de)의 이 연시를 선택한 것은 아마도 슈만의 개인적인 삶이 반영됐을 것이다. 클라라 비크(Clara Wieck)와의 결혼을 그녀의 아버지에게 요청했으나 거절당하고 결국은 법정 투쟁에서 승소하여 1840년에야 둘은 결혼할 수 있었다.